# Stonne
Stonne é uma comuna francesa na região administrativa de Grande Leste, no departamento das Ardenas. Estende-se por uma área de 7,18 km². Em 2010 a comuna tinha 42 habitantes (densidade: 5,8 hab./km²).